# Paul Madeley
Paul Madeley (Leeds, 20 settembre 1944 – Leeds, 23 luglio 2018) è stato un calciatore inglese, di ruolo centrocampista.

## Carriera
Con il Leeds vinse la Coppa delle Fiere nel 1968 e nel 1971, il campionato inglese nel 1969 e nel 1974, la FA Cup nel 1972 e la Coppa di Lega nel 1968.

## Palmarès

### Club

#### Competizioni nazionali
- Second Division: 1

Leeds Utd: 1963-1964
- Campionato inglese: 2

Leeds Utd: 1968-1969, 1973-1974
- Coppa d'Inghilterra: 1

Leeds Utd: 1971-1972
- Coppa di Lega inglese: 1

Leeds Utd: 1967-1968
- Community Shield: 1

Leeds Utd: 1969

#### Competizioni internazionali
- Coppa delle Fiere: 2

Leeds Utd: 1967-1968, 1970-1971